# Siège de Madrid
Pour les articles homonymes, voir Bataille de Madrid (homonymie).
 (janvier 2014).
Si vous disposez d'ouvrages ou d'articles de référence ou si vous connaissez des sites web de qualité traitant du thème abordé ici, merci de compléter l'article en donnant les références utiles à sa vérifiabilité et en les liant à la section « Notes et références ».
Guerre d'Espagne
On appelle siège de Madrid ou défense de Madrid un ensemble de combats successifs ayant pour scène la province et la ville de Madrid au cours de la guerre civile espagnole, entre octobre 1936 et mars 1939. Le coup d'État du 18 juillet 1936 ayant échoué à Madrid, la ville était tenue par des troupes diverses mais toutes fidèles à la République et qui luttèrent contre les forces nationalistes de Franco.
La bataille de Madrid est le plus violent de ces épisodes militaires, et se déroula en novembre 1936. La ville assiégée tomba finalement aux mains des franquistes le 28 mars 1939.

## Premiers combats pour Madrid (18 juillet-7 novembre 1936)

### Échec des nationalistes à Madrid (juillet 1936)
Le coup d'État du 18 juillet 1936 organisé par les troupes soulevées contre la Seconde République espagnole échoua à Madrid. À la radio, la représentante communiste Dolores Ibárruri lança pour la première fois son slogan ¡No pasarán! (« Ils ne passeront pas ! »), appelant à la résistance contre le coup d'État. Ce slogan devint le symbole de la résistance républicaine à Madrid et dans toute l'Espagne. Le gouvernement de Diego Martínez Barrio négocia avec le général rebelle Mola le 19 juillet, mais échoua. Le nouveau gouvernement de José Giral accepta le 20 juillet d'armer les syndicalistes de la CNT et de l'UGT, et leur distribua 60 000 fusils (quoique seulement 5 000 soient en bon état). 
Au même moment, le général Fanjul, commandant de la garnison retranchée dans la caserne du Cuartel de la Montaña (es), préparait une contre-attaque sur la ville. Mais ses 2 500 hommes furent repoussés dans leur caserne par la population hostile. Le 20 juillet, une foule de 10 000 hommes, composée de travailleurs et de gardes d'assaut (forces de police urbaine) s'emparèrent de la caserne en utilisant un canon de 75 mm. Toutes les tentatives nationalistes avaient donc échoué à Madrid. Les partisans du coup d'État durent se réfugier dans les ambassades étrangères. Les autres furent la plupart du temps tués. Le 23 août, 70 prisonniers de la prison Modelo (es) furent tués après la nouvelle du massacre de 1 500 républicains à Badajoz.

### «Marche sur Madrid» des nationalistes (juillet-octobre 1936)
Après cet échec, les putchistes planifièrent une campagne rapide pour terminer la guerre par la prise de Madrid. L'action principale de l'offensive prévue était la marche de l'armée du général Mola sur la capitale par le nord. Cependant, l'organisation des milices populaires de Madrid eut comme premier effet de contenir l'offensive de la Sierra de Guadarrama et la stabilisation du front dans cette zone.
Les insurgés pensaient que leur coup d'État leur donnerait le pouvoir sur toute l'Espagne. Mais la résistance républicaine provoqua le partage de l'Espagne en deux et le début d'une véritable guerre civile. Franco avait donc débarqué à Algésiras, dans le sud de l'Espagne, avec ses troupes marocaines de l'armée d'Afrique. Mola, au nord, commandait les troupes coloniales, la légion étrangère espagnole et les milices carlistes et phalangistes. Franco partant de Badajoz et Mola de Burgos, ils lancèrent leur « marche sur Madrid », mais ils furent ralentis après la décision de Franco de sauver les troupes assiégées à Tolède. Cette diversion permit à Madrid de gagner un mois pour organiser sa défense.
Les nationalistes recevaient l'aide de l'Italie fasciste et de l'Allemagne nazie afin de préparer leur assaut sur Madrid.

### Forces républicaines
Les républicains s'organisèrent, sous la direction du gouvernement du socialiste Francisco Largo Caballero. Son gouvernement, d'union républicaine, était composé de :
- 6 membres du Parti socialiste ouvrier espagnol ;
- 2 membres du Parti communiste espagnol ;
- 2 membres de la Gauche républicaine,
- 1 membre de la Gauche républicaine de Catalogne,
- 1 membre du Parti nationaliste basque ;
- 1 membre de l'Unión Republicana.

Bien qu'en minorité, les communistes gagnèrent en influence grâce au rôle joué par l'URSS. Le commandement de la toute nouvelle « armée populaire de la République espagnole » pour la défense de la république, qui commença sa mission à Madrid — quoique dévolu à un général espagnol, Miaja — était largement sous la surveillance du personnel militaire soviétique. Le général Goriev (en) dirigeait la représentation soviétique. Il était secondé par le général Smouchkevitch pour les forces aériennes et le général Pavlov pour les blindés. 
Malgré le rôle joué par les soviétiques, les troupes de défense de Madrid restèrent à 90 % constituées de milices issues des partis de gauche ou des syndicats. Le commandement républicain n'avait finalement qu'un faible contrôle sur ces troupes. D'ailleurs, dès le 6 novembre, face à l'avancée franquiste, le gouvernement déménagea à Valence, laissant la défense de la capitale aux mains de la Junte de Défense de Madrid (es), qui réunissait des représentants des différences forces politiques qui soutenaient la République, sous le commandement militaire du général Miaja. Miaja et son chef d'état-major, le lieutenant-colonel Rojo, s'ingénièrent alors à concevoir un plan de défense de Madrid qui empêchât la chute rapide de la capitale.

### Premiers accrochages (octobre 1936)

Plan de Madrid et de son métro en 1936.

Les troupes nationalistes sous le commandement du général Varela, atteignirent Madrid le 18 octobre, en arrivant par le nord, par les routes de La Corogne et de l'Estrémadure. Le 29 octobre, une contre-attaque du 5e régiment d'Enrique Líster fut battue à Parla. Le 2 novembre, la ville de Brunete tomba aux mains des nationalistes, leur permettant d'atteindre les faubourgs à l'ouest de Madrid. C'est à ce moment que le général Mola prétendit devant une journaliste anglaise pouvoir s'emparer de Madrid grâce à ses quatre colonnes hors de la ville et à sa « cinquième colonne », composée des sympathisants restés dans la ville. Cette expression, devint célèbre, mais provoqua également une paranoïa parmi les défenseurs de Madrid, qui recherchèrent et massacrèrent les hommes suspects d'être membres de cette « cinquième colonne ». 
Dans la bataille qui se préparait, les républicains avaient plusieurs avantages. Quoique moins bien armés et entraînés que leurs adversaires, ils étaient deux fois plus nombreux. Ensuite, le blocus de Madrid n'était pas total, puisque les routes à l'est étaient restées libres. D'un point de vue géographique, le Manzanares protégeait le centre de la ville, représentant un obstacle physique presque insurmontable. 
Mola décida de préparer son assaut pour le 8 novembre 1936, en passant par le parc de Casa de Campo, sur un front d'un kilomètre, afin d'éviter les combats de rue. Le but était de s'emparer de la Cité universitaire, située au nord du centre-ville, après avoir traversé le Manzanares. Il décida également de lancer une attaque de diversion sur les quartiers ouvriers de Carabanchel, au sud-ouest de la ville. Mais les républicains, qui avaient mis la main sur ces plans, récupérés sur le corps d'un officier nationaliste, avaient massé leurs troupes dans le parc de Casa de Campo.

## Bataille de Madrid (8 novembre - 24 novembre 1936)

Carte de l'Espagne en août 1936, au début de la guerre d'Espagne et peu de temps avant le début de la bataille de Madrid.

### Premières attaques (8 novembre)
Comme prévu, Mola lança sa première attaque le 8 novembre avec 20 000 hommes, principalement les regulares marocains, soutenus par le corps expéditionnaire italien et les unités allemandes de chars Panzer I (sous le commandement de l'officier Wilhelm von Thoma) et de la légion Condor. Face à eux, les républicains avaient déployé 12 000 hommes à Carabanchel et 30 000 à Casa de Campo. En dépit de leur supériorité en nombre, ils étaient mal équipés, avec des armes de mauvaise qualité, que beaucoup n'avaient jamais tenues. 
Les troupes assaillantes réussirent à traverser le Manzanares. Toute la journée, la radio appela les citoyens de la ville à résister avec les combattants, reprenant le cri de ralliement de No pasarán ! À la fin de la journée, la XIe brigade internationale, constituée de 1 900 hommes, arriva sur le front en remontant Gran Via : cette arrivée donna un regain d'énergie aux défenseurs de Madrid. Finalement, les troupes de l'armée nationale échouèrent lors des rudes combats aux alentours de la Casa de Campo, de la Cité Universitaire et du quartier de Moncloa-Aravaca, où se stabilisa le front, alors que des milliers de Madrilènes aidèrent les miliciens en creusant des tranchées, en installant des postes médicaux, des points d'approvisionnement en nourriture.

### Contre-attaques républicaines (9-12 novembre)

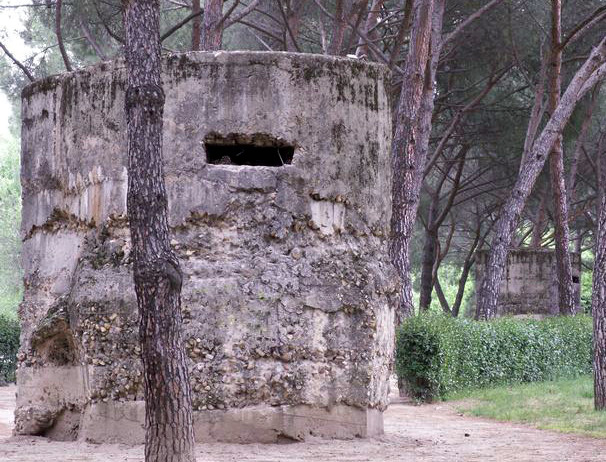
Bunkers du parc de l'Ouest, ligne de front durant la bataille de Madrid.

Le 9 novembre, les nationalistes tournèrent leurs efforts sur les faubourgs de Carabanchel, mais cette zone, fortement urbanisée, devint un obstacle difficile. Les regulares furent contraints à un combat maison après maison, et connurent de lourdes pertes. Le soir, le général Kléber lança un assaut de la XIe brigade internationale sur les positions de Casa de Campo qui dura toute la nuit jusqu'au matin, forçant les nationalistes à battre en retraite. Dans les jours suivants fut lancée une contre-offensive générale sur tout le front, avec le soutien des nouvelles unités des milices anarchistes d'Aragon dirigés par Buenaventura Durruti.
Le 11 novembre, prétextant des « transferts » et malgré l'opposition du directeur de la prison, l'anarchiste Melchor Rodríguez García, les républicains emmenèrent par convois successifs plusieurs milliers de prisonniers nationalistes détenus dans la « prison Modèle » et considérés comme des membres de la « cinquième colonne ». À Paracuellos, dans la vallée du Jarama, non loin de Madrid, ils les massacrèrent. On a avancé que cette tuerie aurait été ordonnée par le chef communiste Santiago Carrillo, sans qu'on en ait une preuve certaine. Selon Antony Beevor, l'ordre serait venu de José Cazorla, adjoint de Carrillo, ou d'un conseiller soviétique, Mikhaïl Koltsov.
Le 12 novembre, la XIIe brigade internationale, tout juste arrivée sous les ordres du général Maté « Lukacs » Zalka, lança une attaque sur les positions nationalistes autour de la colline du Cerro de los Ángeles au sud de la ville, afin de protéger la route de Valence. Mais l'opération échoua à cause du manque de soutien aérien et des difficultés de communication — les troupes étaient composées d'Allemands, de Français, de Belges, d'Italiens et de Scandinaves.

### Derniers assauts nationalistes (19-23 novembre)
Le 19 novembre, les nationalistes lancèrent leur dernier assaut frontal, après une importante préparation de l'artillerie. Les troupes marocaines et les légionnaires avancèrent dans le quartier de la Cité universitaire (es) et ils établirent un pont sur le Manzanares. C'est là que Durruti fut tué, par la faute, peut-être, du dysfonctionnement de l'arme de l'un de ses hommes. Quoique réussissant à garder pied dans le quartier, les franquistes ne purent pas avancer plus loin, et Franco décida d'arrêter les combats.
Ayant échoué à prendre Madrid d'assaut, Franco ordonna de bombarder la ville, quartiers résidentiels compris, excepté le riche quartier du district de Salamanca, où il pensait que se trouvaient ses partisans. Le but était de terrifier la population civile pour la pousser à se rendre : « Je détruirai Madrid plutôt que de la laisser aux mains des marxistes » aurait-il dit. Les bombardiers allemands tournèrent entre les 19 et 23 novembre.
Cependant, cette tactique fut contre-productive, car la population refusa de se rendre et se souda autour de la cause républicaine. De plus, ce bombardement sur une population civile — un des premiers de l'histoire militaire — fut vivement critiqué grâce aux journalistes étrangers présents dans la ville, comme Ernest Hemingway. Les pertes furent même relativement faibles au vu de l'objectif visé, les bombardements tuant environ 200 personnes.

### Stabilisation du front
La bataille s'essouffla dans les derniers jours de novembre, les deux camps étant épuisés. La ligne de front se stabilisa, partant de la Cité universitaire, courant à travers le parc de Casa de Campo et les rues du quartier de Carabanchel. La population resta soumise aux bombardements de l'artillerie et de l'aviation.
L'UGT transféra les industries vitales dans les tunnels du métro sous la ville qui n'était pas encore en service. La dernière tentative de Franco en 1936 fut l'attaque de la route de La Corogne, au nord-est de la capitale. Les pertes de la bataille de Madrid n'ont jamais pu être précisément comptées. Hugh Thomas estime qu'elles s'élèvent à environ 10 000 des deux côtés.

## Dernières batailles (1937-mars 1939)

### Batailles autour de Madrid (1937-1938)
Les forces républicaines de Madrid furent réorganisées en intégrant les différentes milices dans l'armée populaire. L'influence du Parti communiste s'accrut dans cette armée, contrôlant et surveillant les chefs militaires. 
Durant l'année 1937, il y eut diverses tentatives pour encercler Madrid tout en évitant l'attaque frontale :
- à la bataille du Jarama, une des plus meurtrières de la guerre d'Espagne, Franco essaya en février 1937 de couper la route de Valence, où se trouvait le gouvernement républicain. Ce fut un échec.

- à la bataille de Guadalajara, à 60 km de Madrid, les troupes républicaines repoussèrent en mars 1937 une tentative des troupes italiennes fascistes d'encercler Madrid.

- à la bataille de Brunete, en juillet 1937, les républicains tentèrent sans véritable succès de repousser les unités nationalistes : quoique repoussés sur 12 km, leurs contre-attaques leur permirent de reprendre pied.

- à la bataille de Teruel, en décembre 1937, les républicains décidèrent d'attaquer afin de prévenir un assaut nationaliste qui avait été prévu sur Madrid. L'offensive du général Vicente Rojo réussit effectivement à soulager le front madrilène, mais les pertes furent importantes.

En 1938, le siège de Madrid se resserra et la population souffrit de plus en plus des attaques nationalistes et du manque de munitions, de nourriture et de fournitures. Mais Franco avait abandonné l'idée de prendre Madrid et tourna d'abord ses efforts sur d'autres régions[réf. nécessaire].

### Chute de Madrid (mars 1939)
Au printemps 1939 les forces républicaines s'étaient effondrées sur tous les fronts, en particulier en Catalogne. À Madrid, les rangs républicains se divisèrent. D'un côté, le président du gouvernement Juan Negrín et ses alliés communistes voulaient continuer le combat jusqu'à la fin. Face à eux, les troupes du général Segismundo Casado voulaient négocier la reddition de la ville afin d'épargner aux partisans de la République une répression sauvage. 
Le 5 mars, les hommes de Casado arrêtèrent les officiers communistes à Madrid. Le 7, les représentants communistes, les conseillers soviétiques et Negrín fuirent hors de la ville, tandis que des combats de rue commençaient entre les communistes et leurs adversaires : les premiers furent défaits et leur chef, Luis Barcelo, exécuté. Casado était donc libre de négocier avec Franco, mais ce dernier exigea une reddition sans condition. Le 26 mars, il ordonna aux troupes d'avancer sur la ville, et le front républicain fut brisé dès le lendemain, alors que la plupart des troupes se rendaient. Le 28 mars 1939, Madrid tomba finalement. Dans les années suivantes, entre 1939 et 1943, la répression s'exerça implacablement sur la population de Madrid. On dénombre jusqu'à 200 000 victimes de la répression franquiste à Madrid.